# Alcyone (Pléiade)
Pour les articles homonymes, voir Alcyone.
Dans la mythologie grecque, Alcyone est une des sept Pléiades, fille d'Atlas et de Pléioné.
De son union avec Poséidon sont issus Éthuse, Hyriée, Hypérénor, Hypérès, Anthas et Épopée. Certains mythes font aussi d'elle la mère de Glaucos par Anthédon.

## Famille

### Ascendance
Alcyone est la fille du titan Atlas et de l'Océanide Pléioné. Cela fait d'elle la petite-fille de Japet ou Ouranos et de Thémis, Clymène ou Asia (suivant les versions) de par son père et d'Océan et de Téthys de par sa mère. Une version mineure par Hygin donne aussi les Pléiades comme les filles d'Atlas et de l'Océanide Éthra.
Elle a six sœurs avec lesquelles elle forme le groupe des Pléiades dont elle est la benjamine. Ces sœurs sont Maïa (l'ainée et mère d'Hermès), Astérope, Céléno, Électre, Taygète et Mérope, la benjamine.
Elle a également un frère ou demi-frère, Hyas, et plusieurs autres sœurs ou demi-sœurs, les Hyades, enfants d'Atlas et de l'Océanide Éthra ou d'Atlas et Pléioné, Calypso (lorsque celle-ci est donnée comme fille d'Atlas) et les Hespérides, filles d'Atlas et d'Hespéris.

### Descendance
Avec Poséidon
Alcyone a une liaison avec Poséidon dont naissent plusieurs enfants, diversement nommés selon les sources : 
- Hyperénor, Hyriée et Éthuse[7] ;
- Hypérès et Anthas[8] ;
- Épopée[9],[10].

Avec Anthédon
Par un mortel, Anthédon, Alcyone est devenue la mère du pêcheur Glaucos qui fut plus tard transformé en un dieu marin.

### Comparatif des versions
La famille d'Alcyone varie selon les auteurs. Pour comparaison :
| Relation | Noms             | Sources    | Sources | Sources | Sources | Sources   | Sources | Sources |
| -------- | ---------------- | ---------- | ------- | ------- | ------- | --------- | ------- | ------- |
| Relation | Noms             | Apollodore | Ovide   | Hygin   | Hygin   | Pausanias | Athénée | Clement |
| Parents  | Atlas et Pléioné | ✓          |         | ✓       | ✓       |           |         |         |
| Parents  | Atlas et Éthra   |            |         | ✓       |         |           |         |         |
| Consort  | Poséidon         | ✓          | ✓       |         | ✓       |           |         | ✓       |
| Consort  | Anthédon         |            |         |         |         |           | ✓       |         |
| Enfants  | Éthuse           | ✓          |         |         |         |           |         |         |
| Enfants  | Hyriée           | ✓          |         | ✓       | ✓       |           |         |         |
| Enfants  | Hypérénor        | ✓          |         |         |         |           |         |         |
| Enfants  | Épopée           |            |         |         | ✓       |           |         |         |
| Enfants  | Hypérès          |            |         |         |         | ✓         |         |         |
| Enfants  | Anthas           |            |         |         |         | ✓         |         |         |
| Enfants  | Glaucos          |            |         |         |         |           | ✓       |         |

## Mythologie

### Parmi les Pléiades
Dans une histoire, les Pléiades, avec leurs demi-sœurs les Hyades, étaient des compagnes vierges d'Artémis, la sœur jumelle d'Apollon et fille de Léto et Zeus, et protectrice des chasseurs et des animaux sauvages. Les Pléiades sont ici des nymphes et, avec leurs demi-sœurs, étaient appelées les Atlantides, les Modonodes ou les Nysiades qui, ensemble, étaient les gardiennes de Dionysos enfant.
Orion poursuivit les Pléiades (nommées Maia, Electra, Taygete, Celaeno, Alcyone, Sterope et Merope) après s'être pris de passion pour leur beauté et de leur grâce. Artémis demande alors à son père Zeus de protéger les Pléiades et, pour ce faire, ce dernier les transforme en étoiles. Artémis entre alors dans une grande colère car elle ne peut plus voir ses compagnes adorées et demande à son frère, Apollon, d'envoyer un scorpion géant pour chasser et tuer Orion. Zeus transforme ensuite Orion en une constellation afin qu'il continue à poursuivre les Pléiades dans les cieux.
Dans une autre légende, les sœurs sont transformées en étoiles par Zeus parce qu'Orion est tombé amoureux d'elles et a poursuivi sans relâche leur affection pendant 12 ans. Au début, elles furent transformées en colombes, mais plus tard, avec Orion, en étoiles afin que le chasseur Orion les poursuive à jamais.
Dans les deux légendes, les Pléiades ont été transformées en étoiles et maintenant, avec leurs demi-sœurs, les Hyades (qui sont mortes en pleurant leur frère mort Hyas), font partie de la constellation d'étoiles du Taureau.

## Postérité

### Astronomie
- Alcyone, une des étoiles de l'amas des Pléiades.

### Littérature
- Alcyone (dite Ally) d'Apliese est l'héroïne de La Sœur de la Tempête (2016), le deuxième tome de la série littéraire Les Sept Sœurs de Lucinda Riley.

## Sources
- Pseudo-Apollodore, Bibliothèque [détail des éditions] [lire en ligne] (III, 10, 1).
- Ovide, Fastes [détail des éditions] [lire en ligne] (IV, 173).
- Pausanias, Description de la Grèce [détail des éditions] [lire en ligne] (II, 30, 8).